# George LeMieux

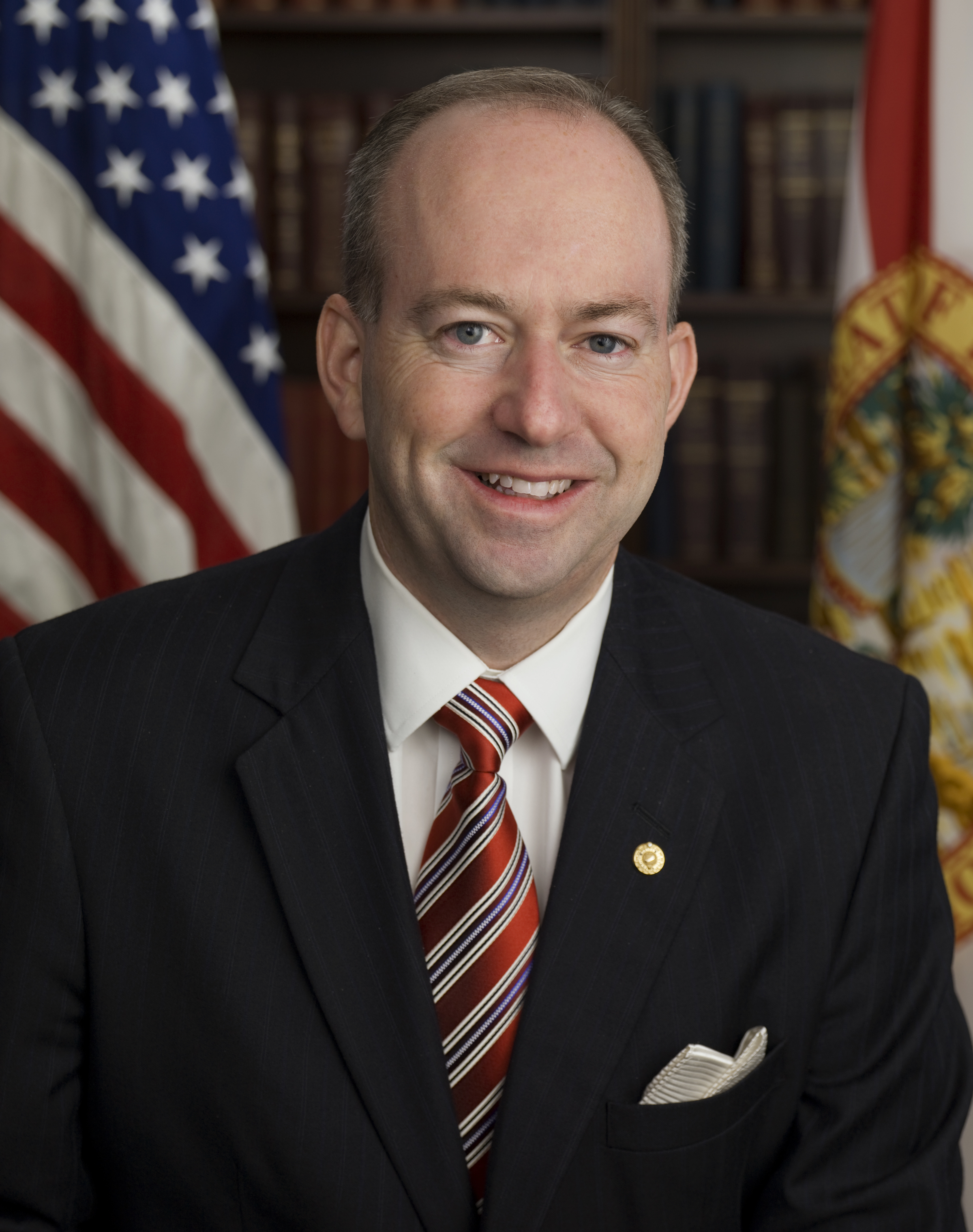
George LeMieux em foto oficial

George S. LeMieux (nascido em  21 de maio de 1969) um político e advogado americano. Atualmente é senador da Flórida, membro do Partido Republicano. Foi presidente da firma de advocacia Gunster Yoakley & Stewart, foi Chefe de Gabinete do governador Charlie Crist. Em 28 de agosto de 2009 o governador Crist anunciou que iria nomear LeMieux para substituir o senador Mel Martinez
. LeMieux é o mais jovem membro do Senado.